# شهرستان جینیانگ
شهرستان جینیانگ (به لاتین: Jinyang County) یک منطقهٔ مسکونی در چین است که در لیانگشان یای واقع شده‌است.